# Krzysztof Kułak
Krzysztof Kułak (ur. 3 stycznia 1981) – polski zawodnik MMA wagi średniej i zawodnik ju-jitsu, międzynarodowy mistrz KSW w wadze średniej z 2010. W karierze walczył m.in. dla FEN, PLMMA czy KSW. Jest instruktorem w klubie Adrenalina Fight Częstochowa, którego jest założycielem.

## Kariera w judo i ju-jitsu
W wieku 8 lat Kułak zapisał się do klubu judo Czarni Bytom, gdzie trenował przez 12 lat, z czego ostatnie 6 lat w grupie zawodowej. W wieku 16 lat rozpoczął treningi ju-jitsu.
W wieku 20 lat rozpoczął studia w Częstochowie. Nie przerwał treningów. Dostał się do kadry narodowej ju-jitsu semi-contact (połączenie judo z tradycyjnym jujutsu), zdobywając tytuły i medale zarówno w Polsce, jak i za granicą.
W 2001 roku w Bytomiu odbył się w pierwszy w Polsce Puchar Europy Full Contact Ju-Jitsu, zasadami zbliżony do zawodów MMA. Kułak zdobył srebrny medal. Rok później, w 2002 roku, zajął pierwsze miejsce w swojej kategorii wagowej wygrywając wszystkie walki przed czasem.

## Kariera MMA

### Wczesna kariera
Po tych sukcesach zawodnikiem zainteresował się rosyjski promotor, który zaproponował mu wystartowanie w zawodach o podobnym charakterze w Rosji. W ten sposób, mając 21 lat, trafił na zawody WAFC (World Absolute Fighting Championship) odbywające się od 11 lat w Moskwie. W 8-osobowym turnieju w 2003 roku wystartowali: Polak, Brazylijczyk, 2 Ukraińców, 2 Rosjanin, Amerykanin i Czeczen w barwach Rosji (dwukrotny zwycięzca tego turnieju). Kułak odpadł po pierwszej walce z Czeczenem Ansarem Chałangowem.
28 maja 2005 roku na gali MMA Sport 2: Olimp przegrał przez jednogłośną decyzję sędziów z Antonim Chmielewskim.

### Początki w KSW
W 2006 roku zadebiutował w organizacji KSW. W turnieju KSW 6 doszedł do finału, pokonując Igora Araujo i Igora Kołacina – obu przez duszenie. W finałowej walce uległ Michałowi Materli. 
W listopadzie 2006 roku wyjechał do USA gdzie wygrał dwie walki na pierwszej i drugiej edycji gali IMMAC – Attack, pokonując Antoniego Gomeza przez decyzję i Williama Hilla przez techniczny nokaut.
Na KSW 7 w pierwszej walce zwyciężył przez duszenie z Rimgaudasem Kutkaitisem, w następnej przegrał z Martinem Zawadą, który po kontrowersyjnej decyzji został ogłoszony zwycięzcą. Podczas KSW 8 w finale turnieju przegrał z rosyjskim sambistą Aleksiejem Olejnikiem.
W następnych dwóch walkach zanotował zwycięstwo (w Surinamie z Rodneyem Glunderem) oraz porażkę (w Dubaju z Nikołajem Oniknienko). 
W marcu 2008, na KSW Eliminacje II, stoczył walkę rewanżową z Oniknienką i tym razem pokonał Rosjanina. Podczas walki doznał jednak kontuzji (złamanie kości śródręcza), która uniemożliwiła mu start w KSW 9.
W maju 2010 roku podczas gali KSW 13: Kumite pokonał Brazylijczyka Vitora Nóbregę w walce o pas mistrza KSW w wadze średniej.
18 września 2010 roku na gali KSW 14: Dzień Sądu pokonał Daniela Dowdę. Walka nie była obroną pasa KSW.
26 listopada 2011 roku podczas gali KSW 17: Zemsta zrzekł się pasa KSW. Powodem były odnawiające się problemy z kontuzją kręgosłupa.
W czerwcu 2012 roku został skazany prawomocnym wyrokiem sądu za pobicie na osiem miesięcy w zawieszeniu na dwa lata pozbawienia wolności.
9 lipca 2012 roku potwierdził informacje krążące w mediach o swoim powrocie do MMA po ciężkiej kontuzji kręgosłupa, zapowiedział, że jeszcze w tym roku stoczy pojedynek. Przy czym poinformował media o renegocjacji kontraktu z właścicielami KSW (nowy kontrakt miałby obejmować 6 walk). 18 września 2012 roku oficjalnie podpisał umowę z KSW.

### Mistrzostwo Celtic Gladiator i starty od 2012 roku
22 września 2012 roku udanie powrócił do startów w MMA pokonując przez techniczny nokaut Irlandczyka Stephena Rice’a na gali Celtic Gladiator V w Dublinie. Stawką pojedynku było mistrzostwo w wadze średniej (-84 kg).
1 grudnia 2012 na KSW 21 zmierzył się z Piotrem Strusem. Przegrał przez techniczny nokaut w drugiej rundzie, kiedy to nie był gotowy do kontynuowania pojedynku.
7 września 2013 roku w Dublinie obronił pas mistrzowski Celtic Gladiator pokonując na punkty Łukasza Janeckiego.
Równo trzy miesiące później grudnia zmierzył się z Niemcem marokańskiego pochodzenia Abu Azaitarem na KSW 25 we Wrocławiu. Przegrał przez TKO w 1. rundzie.
W listopadzie 2019 roku został promowany przez Jorge’a Patino na czarny pas brazylijskiego jiu jitsu.
15 grudnia 2023 po ponad czterech latach przerwy powrócił po oktagonu i zawalczył na gali Hybrid MMA 2: Skibiński vs. Marreira. Jego przeciwnikiem był debiutujący Maciej Weihs. Kułak zwyciężył jednogłośną decyzją sędziów, którzy punktowali 29-28, 29-28 i 30-27 na jego korzyść.

## Osiągnięcia

### Mieszane sztuki walki
- Konfrontacja Sztuk Walki
  - 2006: KSW 6 – finalista turnieju
  - 2007: KSW 8 – finalista turnieju
  - 2010–2011: międzynarodowy mistrz KSW w wadze średniej[13]
- Celtic Gladiator
  - 2012: mistrz Celtic Gladiator w wadze średniej[19]
- Fight Exclusive Night
  - Bonus za poddanie wieczoru (raz) vs. Michał Tarabańka (2018)[29]

### Judo
- mistrz Śląska Judo Młodzików

### Ju-jitsu
Semi Contact:
- Pucharowy wicemistrz Polski – Mysłowice 2002
- Zdobywca Pucharu Jaworzna w 3 kategoriach wagowych – Piastowo 2002
- Zdobywca Pucharu Infiniti – Augustów 2003
- Brązowy medalista mistrzostw Polski – Olsztyn 2003
- Srebrny medalista Pucharu Polski – Sosnowiec 2003
- Srebrny medalista Pucharu Belgii 2003
- Brązowy medalista Pucharu Słowenii 2003

Full Contact:
- Pucharowy wicemistrz Europy – 2001 Bytom
- Pucharowy Mistrz Europy – 2002 Bytom

## Lista walk w MMA
| Wynik     | Bilans  | Przeciwnik (bilans przed walką) | Rozstrzygnięcie                             | Runda | Czas  | Rozgrywki                                  | Data       | Miejsce          | Uwagi                                                     |
| --------- | ------- | ------------------------------- | ------------------------------------------- | ----- | ----- | ------------------------------------------ | ---------- | ---------------- | --------------------------------------------------------- |
| Wygrana   | 32-18-2 | Maciej Weihs (0-0)              | Decyzja (jednogłośna)                       | 3     | 5:00  | Hybrid MMA 2: Skibiński vs. Marreira       | 15.12.2023 | Leszno           | Co-Main Event                                             |
| Przegrana | 31-18-2 | Christian Aguilera (11-6)       | TKO (ciosy pięsciami)                       | 1     | 2:36  | Celtic Gladiator 25                        | 04.10.2019 | Burbank          | Main Event                                                |
| Przegrana | 31-17-2 | Albert Odzimkowski (10-3)       | TKO (kolano na korpus i ciosy w parterze)   | 1     | 1:21  | Armia Fight Night 6                        | 14.06.2019 | Radom            | Main Event                                                |
| Przegrana | 31-16-2 | Sidney Outlaw (10-3)            | Poddanie (dźwignia prosta na staw łokciowy) | 2     | 1:46  | Ring of Combat 65                          | 21.09.2018 | Atlantic City    | Pojedynek o pas mistrzowski ROC w wadze półśredniej       |
| Wygrana   | 31-15-2 | Michał Tarabańka (3-6)          | Poddanie (duszenie zza pleców)              | 2     | 3:45  | FEN 20: Next Level                         | 10.03.2018 | Warszawa         | Debiut w FEN, Bonus za poddanie wieczoru                  |
| Wygrana   | 30-15-2 | Mariusz Radziszewski (14-15-2)  | Poddanie (duszenie zza pleców)              | 2     | 4:18  | Celtic Gladiator 15                        | 04.11.2017 | Nowy Sącz        | Obronił pas mistrzowski Celtic Gladiator w wadze średniej |
| Wygrana   | 29-15-2 | Michał Tarabańka (3-5)          | Poddanie (duszenie zza pleców)              | 2     | 1:05  | PLMMA 73                                   | 20.05.2017 | Ciechanów        |                                                           |
| Wygrana   | 28-15-2 | Shaun Lomas (22-65)             | TKO (uderzenia w parterze)                  | 2     | ?     | Celtic Gladiator 11                        | 26.11.2016 | Kraków           |                                                           |
| Wygrana   | 27-15-2 | Vincent del Guerra (23-16)      | TKO (ciosy pięściami)                       | 1     | ?     | Celtic Gladiator 10                        | 04.11.2016 | Londyn           |                                                           |
| Przegrana | 26-15-2 | Maciej Jewtuszko (11-3)         | TKO (poddanie ciosy pięściami)              | 2     | 2:18  | KSW 34: New Order                          | 05.03.2016 | Warszawa         |                                                           |
| Przegrana | 26-14-2 | Abu Azaitar (8-1)               | TKO (ciosy pięściami)                       | 1     | 2:15  | KSW 25: Khalidov vs. Sakurai 2             | 07.12.2013 | Wrocław          |                                                           |
| Wygrana   | 26-13-2 | Łukasz Janecki (4-1)            | Decyzja (jednogłośna)                       | 3     | 5:00  | Celtic Gladiator 8                         | 07.09.2013 | Dublin           | Obronił pas mistrzowski Celtic Gladiator w wadze średniej |
| Przegrana | 25-13-2 | Piotr Strus (7-1)               | TKO (niezdolność do walki)                  | 2     | 5:00  | KSW 21: Ostateczne Wyjaśnienie             | 01.12.2012 | Warszawa         |                                                           |
| Wygrana   | 25-12-2 | Stephen Rice (1-3)              | TKO (ciosy pięściami)                       | 1     | 2:16  | Celtic Gladiator 5                         | 22.09.2012 | Dublin           | Zdobył pas mistrzowski Celtic Gladiator w wadze średniej  |
| Wygrana   | 24-12-2 | Daniel Dowda (5-3)              | Decyzja (jednogłośna)                       | 3     | 3:00  | KSW 14: Dzień Sądu                         | 18.09.2010 | Łódź             |                                                           |
| Wygrana   | 23-12-2 | Vitor Nóbrega (9-2)             | Decyzja (jednogłośna)                       | 3     | 5:00  | KSW 13: Kumite                             | 07.05.2010 | Katowice         | Zdobył międzynarodowe mistrzostwo KSW w wadze średniej    |
| Przegrana | 22-12-2 | Marcus Vanttinen (10-2)         | Decyzja (jednogłośna)                       | 3     | 5:00  | Fight Festival 26                          | 17.11.2009 | Helsinki         |                                                           |
| Przegrana | 22-11-2 | Christian M’Pumbu (12-2-1)      | Decyzja (jednogłośna)                       | 2     | 5:00  | 1er Gala International Multi-Boxes         | 26.07.2009 | Paryż            |                                                           |
| Przegrana | 22-10-2 | Hans Stinger (9-3-1)            | Decyzja (jednogłośna)                       | 2     | 5:00  | BOTE – Beast of the East                   | 24.01.2009 | Zutphen          |                                                           |
| Wygrana   | 22-9-2  | Michael Knaap (17-15-3)         | Decyzja (jednogłośna)                       | 2     | 5:00  | KSW 10: Dekalog                            | 12.12.2008 | Warszawa         |                                                           |
| Przegrana | 21-9-2  | Alexander Gustafsson (5-0)      | Decyzja (jednogłośna)                       | 2     | 5:00  | KSW Extra                                  | 13.09.2008 | Dąbrowa Górnicza |                                                           |
| Wygrana   | 21-8-2  | Nikołaj Onikienko (16-12)       | Decyzja (jednogłośna)                       | 2     | 5:00  | KSW Eliminacje 2                           | 29.03.2008 | Wrocław          |                                                           |
| Przegrana | 20-8-2  | Nikołaj Onikienko (15-12)       | Decyzja (jednogłośna)                       | 2     | 5:00  | Fite Selektor                              | 13.03.2008 | Dubaj            |                                                           |
| Wygrana   | 20-7-2  | Rodnei Glunder (24-14-3)        | Poddanie                                    | ?     | ?     | Return of the King 2                       | 26.12.2007 | Paramaribo       |                                                           |
| Przegrana | 19-7-2  | Aleksiej Olejnik (20-3)         | Poddanie (duszenie Ezekiel)                 | 1     | 2:09  | KSW 8                                      | 10.11.2007 | Warszawa         | Finał turnieju KSW                                        |
| Wygrana   | 19-6-2  | Andre Fyeet (4-9)               | Poddanie (duszenie gilotynowe)              | 3     | 1:30  | KSW 8                                      | 10.11.2007 | Warszawa         | Półfinał turnieju KSW                                     |
| Wygrana   | 18-6-2  | Iszchan Zakarjan (3-8)          | Poddanie (duszenie zza pleców)              | 1     | 2:47  | KSW 8                                      | 10.11.2007 | Warszawa         | Ćwierćfinał turnieju KSW                                  |
| Wygrana   | 17-6-2  | Evert Fyeet (8-17-2)            | KO (ciosy pięściami)                        | 1     | 1:40  | KSW Eliminacje                             | 15.09.2007 | Wrocław          |                                                           |
| Przegrana | 16-6-2  | Martin Zawada (17-2)            | Decyzja (niejednogłośna)                    | 3     | 3:00  | KSW 7                                      | 02.06.2007 | Warszawa         | Półfinał turnieju KSW                                     |
| Wygrana   | 16-5-2  | Rimgaudas Kutkaitis (7-8)       | Poddanie (duszenie zza pleców)              | 1     | 2:16  | KSW 7                                      | 02.06.2007 | Warszawa         | Ćwierćfinał turnieju KSW                                  |
| Wygrana   | 15-5-2  | William Hill (12-12)            | TKO (zatrzymanie przez doktora)             | 3     | 3:22  | IMMAC 2 – Attack                           | 21.04.2007 | Chicago          |                                                           |
| Wygrana   | 14-5-2  | Anthony Gomez (0-0)             | Decyzja (niejednogłośna)                    | 3     | ?     | IMMAC 1 – Attack                           | 04.11.2006 | Chicago          |                                                           |
| Wygrana   | 13-5-2  | Remigiusz Rostankowski (2-1)    | Poddanie (duszenie zza pleców)              | 1     | ?     | Baltic Storm 2                             | 22.10.2006 | Gdańsk           |                                                           |
| Przegrana | 12-5-2  | Michał Materla (10-2)           | Poddanie (duszenie gilotynowe)              | 1     | 2:41  | KSW 6                                      | 14.10.2006 | Warszawa         | Finał turnieju KSW                                        |
| Wygrana   | 12-4-2  | Igor Kołacin (2-4)              | Poddanie (duszenie z przodu)                | 1     | 3:01  | KSW 6                                      | 14.10.2006 | Warszawa         | Półfinał turnieju KSW                                     |
| Wygrana   | 11-4-2  | Igor Araujo (4-2)               | Poddanie (duszenie zza pleców)              | 2     | 3:25  | KSW 6                                      | 14.10.2006 | Warszawa         | Ćwierćfinał turnieju KSW                                  |
| Remis     | 10-4-2  | Steve Mensing (2-4-1)           | Remis                                       | 3     | 15:00 | Fight Club Berlin 7                        | 23.04.2006 | Berlin           |                                                           |
| Wygrana   | 10-4-1  | Marcin Zontek (3-2)             | Poddanie (dźwignia prosta na staw łokciowy) | 1     | ?     | Full Contact Prestige 2                    | 08.04.2006 | Poznań           |                                                           |
| Wygrana   | 9-4-1   | Kamil Wawrzynowicz (0-0-1)      | Poddanie (duszenie zza pleców)              | 1     | 3:50  | Full Contact Prestige                      | 15.01.2006 | Poznań           |                                                           |
| Wygrana   | 8-4-1   | Petr Kelner (8-5)               | Poddanie (duszenie trójkątne)               | 1     | 0:53  | Night of the Gladiators                    | 05.12.2005 | Praga            |                                                           |
| Wygrana   | 7-4-1   | Radosław Bury (0-0)             | Poddanie (klucz na rękę)                    | 3     | ?     | MMA Sport 3                                | 15.10.2005 | Warszawa         |                                                           |
| Przegrana | 6-4-1   | Antoni Chmielewski (14-1)       | Decyzja (jednogłośna)                       | 2     | 5:00  | MMA Sport 2: Olimp                         | 28.05.2005 | Poznań           |                                                           |
| Wygrana   | 6-3-1   | Zbigniew Hermański (1-1)        | Poddanie (dźwignia prosta na staw łokciowy) | 1     | ?     | MMA Sport 1                                | 18.03.2005 | Warszawa         |                                                           |
| Wygrana   | 5-3-1   | Andrius Krishtopaitis (3-2)     | TKO                                         | 2     | 1:34  | Shooto Lithuania – Bushido                 | 20.11.2004 | Wilno            |                                                           |
| Wygrana   | 4-3-1   | Ferene Gancs (0-1)              | Poddanie                                    | 2     | ?     | KK – Knockdown Night                       | 16.06.2004 | Budapeszt        |                                                           |
| Przegrana | 3-3-1   | Andrzej Domagała (2-1-1)        | Poddanie (duszenie gilotynowe)              | 1     | ?     | Fighters Championship                      | 16.05.2004 | Szczecin         |                                                           |
| Przegrana | 3-2-1   | John Oskar Hammer (1-0)         | TKO (ciosy pięściami)                       | 2     | 2:46  | EVT 2: Hazard                              | 04.04.2004 | Sztokholm        |                                                           |
| Wygrana   | 3-1-1   | Zbigniew Hermański (1-0)        | Decyzja (jednogłośna)                       | 2     | 5:00  | Colosseum 1                                | 21.03.2004 | Bielsko-Biała    |                                                           |
| Wygrana   | 2-1-1   | Valdas Pocevicius (18-5-1)      | KO (ciosy pięściami)                        | 1     | 3:55  | Shooto Lithuania – King of Bushido Stage 3 | 08.02.2004 | Wilno            |                                                           |
| Remis     | 1-1-1   | Bernardo Serrini (1-1)          | Remis                                       | 2     | 5:00  | Shido – Fists of Fury 3                    | 06.12.2003 | Nürtingen        |                                                           |
| Wygrana   | 1-1     | Ioseb Kaberidz (0-0)            | Poddanie (dźwignia prosta na staw łokciowy) | 1     | 1:46  | International Shidokan Open                | 19.10.2003 | Zgorzelec        |                                                           |
| Przegrana | 0-1     | Ansar Czałangow (1-1)           | Poddanie (duszenie zza pleców)              | 1     | 2:39  | WAFC – World Championship 2003             | 15.03.2003 | Moskwa           | Debiut w zawodowym MMA                                    |